# Dorfkirche Teschendorf (Löwenberger Land)

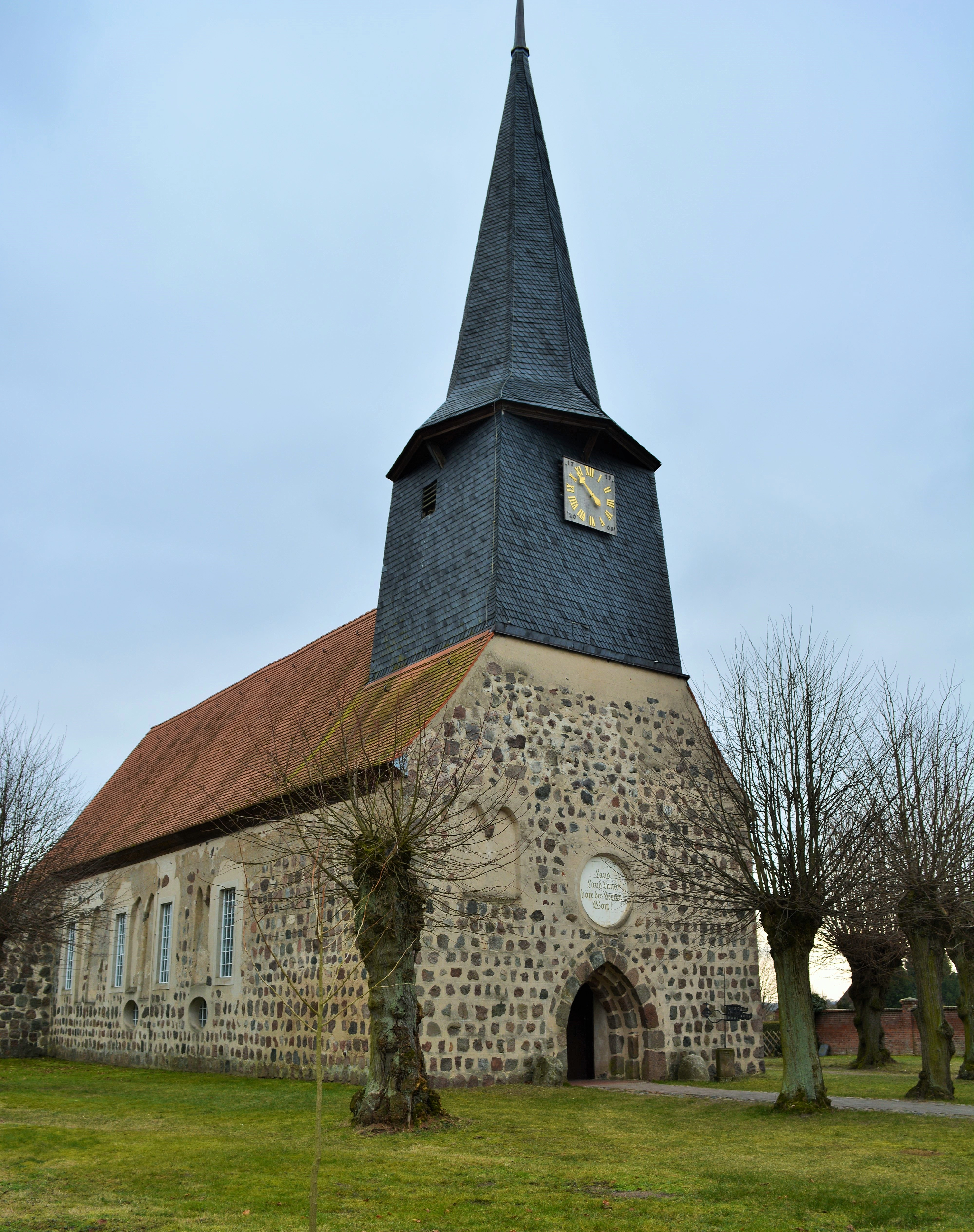
Dorfkirche Teschendorf (Löwenberger Land)

Die evangelische, denkmalgeschützte Dorfkirche Teschendorf (Löwenberger Land) steht in Teschendorf, einem Ortsteil der Gemeinde Löwenberger Land im Landkreis Oberhavel von Brandenburg. Die Kirchengemeinde gehört zum Kirchenkreis Oberes Havelland der Evangelischen Kirche Berlin-Brandenburg-schlesische Oberlausitz.

## Beschreibung
Die Feldsteinkirche wurde in der zweiten Hälfte des 13. Jahrhunderts erbaut. Der querrechteckige Kirchturm im Westen des Langhauses wurde nicht in Feldsteinen ausgebaut, sondern 1601 mit einem schiefergedeckten quadratischen Dachturm vollendet, auf dem ein achtseitiger Knickhelm sitzt. Die Sakristei im Nordosten des nicht vom Langhaus abgesetzten Chors gehört zum ursprünglichen Baubestand. Der Anbau auf der Südseite wurde für ein Portal errichtet.
Der Innenraum ist mit einer verputzten Flachdecke überspannt, die von Vouten gerahmt wird. Die Emporen an den Längsseiten des Langhauses werden schmaler im Chor weitergeführt. Auf der Empore im Westen steht die von Johann Friedrich Turley 1835 gebaute und 1871 von Wilhelm Müller um ein zweites Manual erweiterte Orgel mit nunmehr 12 Registern. Die letzte Überholung erfolgte 2007. Zur Kirchenausstattung gehört ein um 1720 gebauter Kanzelaltar, dessen Schalldeckel der Kanzel von Säulen getragen wird.